# 어븀

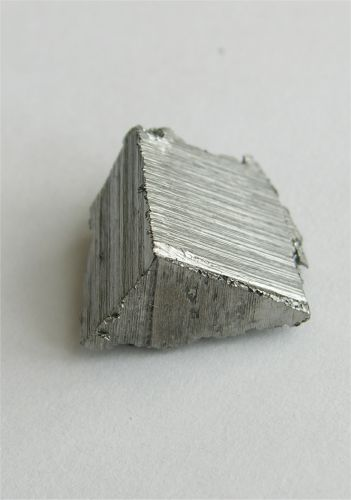

어븀(←영어: Erbium 어비엄[*]) 또는 에르븀(문화어: 에르비움←독일어: Erbium 에르비움[*])은 화학 원소로 기호는 Er(←라틴어: Erbium 에르비움[*]), 원자 번호는 68이다. 은색의 란타넘족 금속에 속하는 희토류 원소로, 다른 희토류 원소와 함께 스웨덴의 위테르뷔에서 나는 가돌린석에서 얻는다.
광섬유에 도핑되어 EDFA(Erbium Doped Fiber Amplifier) 광증폭기로 활용된다.